# Lijst van rijksmonumenten in Maartensdijk
De plaats Maartensdijk telt 32 inschrijvingen in het rijksmonumentenregister. Hieronder een overzicht.
| Object                                                                                 | Oorspronkelijke functie?  | Bouwjaar              | Architect      | Locatie                        | Coördinaten?                 | Nr.?   | Afbeelding                                |
| -------------------------------------------------------------------------------------- | ------------------------- | --------------------- | -------------- | ------------------------------ | ---------------------------- | ------ | ----------------------------------------- |
| Gepleisterde boerderij                                                                 | Boerderij                 | eerste helft 19e eeuw |                | Achter Weteringseweg 70        | 52° 9' 6" NB, 5° 8' 56" OL   | 26486  | Meer afbeeldingen                         |
| Boerderij, afgewolfde gevel, langhuistype                                              | Boerderij                 |                       |                | Dorpsweg 43                    | 52° 9' 31" NB, 5° 10' 18" OL | 26487  | Boerderij, afgewolfde gevel, langhuistype |
| Boerderij 'Koddestein', hoge afgewolfde gevel, langhuistype, rieten dak, kleine roeden | Boerderij                 | 17e eeuw              |                | Dorpsweg 61                    | 52° 9' 32" NB, 5° 10' 34" OL | 26488  | Meer afbeeldingen                         |
| Boerderij, langhuis, afgewolfde gevel                                                  | Boerderij                 |                       |                | Dorpsweg 71                    | 52° 9' 32" NB, 5° 10' 38" OL | 26489  | Meer afbeeldingen                         |
| Boerderij, eenvoudig langhuistype                                                      | Boerderij                 |                       |                | Dorpsweg 99                    | 52° 9' 31" NB, 5° 10' 55" OL | 26490  | Meer afbeeldingen                         |
| Boerderij 'De yzere mortier'                                                           | Boerderij                 |                       |                | Dorpsweg 119                   | 52° 9' 30" NB, 5° 11' 4" OL  | 26491  | Meer afbeeldingen                         |
| Buitenplaats Rustenhoven                                                               | Kasteel, buitenplaats     | 18e eeuw              |                | Dorpsweg 187                   | 52° 9' 37" NB, 5° 11' 44" OL | 26492  | Meer afbeeldingen                         |
| Nederlands Hervormde kerk                                                              | Kerk en kerkonderdeel     | 15/16e eeuw           |                | Dorpsweg                       | 52° 9' 30" NB, 5° 10' 16" OL | 26494  | Meer afbeeldingen                         |
| Pand met laag rieten dak, doch dak vernieuwd                                           | Woonhuis                  | 18e eeuw              |                | Dorpsweg 212                   | 52° 9' 31" NB, 5° 11' 23" OL | 26495  | Upload foto                               |
| Woonhuisjes met laag rieten dak                                                        | Werk-woonhuis             |                       |                | Dorpsweg 216                   | 52° 9' 32" NB, 5° 11' 24" OL | 26496  | Meer afbeeldingen                         |
| Stuwtje                                                                                | Waterkering en -doorlaat  | vermoedelijk 19e eeuw |                | Stuwtje Dorpsweg               | 52° 9' 24" NB, 5° 10' 33" OL | 26497  | Stuwtje                                   |
| Stuwtje                                                                                | Waterkering en -doorlaat  | vermoedelijk 19e eeuw |                | Stuwtje Dorpsweg               | 52° 9' 32" NB, 5° 11' 14" OL | 26498  | Upload foto                               |
| Stuwtje                                                                                | Waterkering en -doorlaat  | vermoedelijk 19e eeuw |                | Stuwtje Dorpsweg               | 52° 9' 30" NB, 5° 10' 16" OL | 26499  | Stuwtje                                   |
| Dwarshuis, laag rieten dak met vensters                                                | Woonhuis                  |                       |                | Otto Doornenbalweg 2           | 52° 9' 32" NB, 5° 11' 22" OL | 26500  | Meer afbeeldingen                         |
| Stuwtje                                                                                | Waterkering en -doorlaat  | vermoedelijk 19e eeuw |                | Stuwtje Groenekanseweg         | 52° 7' 18" NB, 5° 9' 31" OL  | 26501  | Stuwtje                                   |
| Stuwtje                                                                                | Waterkering en -doorlaat  | vermoedelijk 19e eeuw |                | Stuwtje Kon. Wilhelminaweg     | 52° 7' 47" NB, 5° 8' 47" OL  | 26502  | Stuwtje                                   |
| Stuwtje                                                                                | Waterkering en -doorlaat  | vermoedelijk 19e eeuw |                | Stuwtje Kooidijk               | 52° 8' 25" NB, 5° 7' 6" OL   | 26503  | Meer afbeeldingen                         |
| Stuwtje                                                                                | Waterkering en -doorlaat  | vermoedelijk 19e eeuw |                | Stuwtje Leyenseweg             | 52° 7' 45" NB, 5° 10' 23" OL | 26504  | Stuwtje                                   |
| Voormalig gemeentehuis                                                                 | Bestuursgebouw en onderdl | ca. 1600              |                | Tolakkerweg 217                | 52° 9' 32" NB, 5° 9' 57" OL  | 26506  | Meer afbeeldingen                         |
| Eyckenstein: hoofdgebouw                                                               | Kasteel, buitenplaats     | begin 19e eeuw        |                | Dorpsweg 193                   | 52° 9' 37" NB, 5° 11' 53" OL | 510509 | Meer afbeeldingen                         |
| Eyckenstein: historische tuin- en parkaanleg                                           | Tuin, park en plantsoen   | 17e/18e eeuw          |                | Dorpsweg bij 193               | 52° 9' 43" NB, 5° 11' 56" OL | 510528 | Meer afbeeldingen                         |
| Eyckenstein: tuinvazen                                                                 | Tuin, park en plantsoen   | 18e eeuw              |                | Dorpsweg bij 193               | 52° 9' 37" NB, 5° 11' 54" OL | 510531 | Meer afbeeldingen                         |
| Eyckenstein: koetshuis                                                                 | Bijgebouwen kastelen enz. | 1850-1875             |                | Dorpsweg 195                   | 52° 9' 38" NB, 5° 11' 58" OL | 510533 | Meer afbeeldingen                         |
| Eyckenstein: tuinprieel                                                                | Tuin, park en plantsoen   | ca. 1890              |                | Dorpsweg bij 193               | 52° 9' 43" NB, 5° 11' 57" OL | 510535 | Upload foto                               |
| Eyckenstein: Klein Eyckenstein                                                         | Bijgebouwen kastelen enz. | voor 1850             |                | Dorpsweg 266                   | 52° 9' 29" NB, 5° 11' 50" OL | 510536 | Meer afbeeldingen                         |
| Eyckenstein: dienstwoning                                                              | Bijgebouwen kastelen enz. | tweede kwart 19e eeuw |                | Dorpsweg 264                   | 52° 9' 35" NB, 5° 11' 46" OL | 513521 | Meer afbeeldingen                         |
| Eyckenstein: moestuinensemble bestaande uit tuinmuur met druivenkas en oranjerie       | Bijgebouwen kastelen enz. | 19e eeuw              |                | Dorpsweg bij 264               | 52° 9' 34" NB, 5° 11' 46" OL | 513522 | Meer afbeeldingen                         |
| Eyckenstein: kas                                                                       | Bijgebouwen kastelen enz. | 19e eeuw              |                | Dorpsweg bij 264               | 52° 9' 34" NB, 5° 11' 45" OL | 513523 | Upload foto                               |
| Persijn: historische aanleg                                                            | Tuin, park en plantsoen   | 1880                  |                | Achter Weteringseweg bij 10    | 52° 9' 3" NB, 5° 9' 31" OL   | 517562 | Meer afbeeldingen                         |
| Persijn: landhuis                                                                      | Woonhuis                  | 1878                  |                | Achter Weteringseweg 10        | 52° 9' 4" NB, 5° 9' 31" OL   | 517563 | Meer afbeeldingen                         |
| Persijn: tuinmanswoning                                                                | Bijgebouwen kastelen enz. | 1849                  |                | Achter Weteringseweg bij 10    | 52° 9' 4" NB, 5° 9' 31" OL   | 517564 | Meer afbeeldingen                         |
| Brandweerkazerne                                                                       | Overheidsgebouw           | 1940                  | Ch.L. Quéré    | Koningin Wilhelminaweg         | 52° 9' 27" NB, 5° 9' 53" OL  | 517569 | Brandweerkazerne                          |
| Bogen baanvak Utrecht-Hilversum                                                        | Weg                       | 1938                  | J.L.A. Cuperus | Ten oost.v/dGroenekansew (bij) | 52° 8' 58" NB, 5° 9' 42" OL  | 517570 | Bogen baanvak Utrecht-Hilversum           |